# Rhétorique sémitique
La rhétorique sémitique est une forme de composition littéraire, un ensemble de procédés rhétoriques qui assurent la cohérence des textes bibliques et coraniques.
Il s'agit essentiellement de constructions qui obéissent au principe de la symétrie, sous trois formes : parallélisme, composition concentrique et composition spéculaire. Se basant sur le texte tel qu'il est lu et étudié par les croyants, l'analyse rhétorique est une méthode dite « synchronique », au contraire des études « diachroniques » qui étudient les différentes formes prises par le texte à travers le temps.

## Histoire

### Les débuts
En 1753, Robert Lowth publie les Leçons sur la poésie sacrée des Hébreux, dans lequel il décrit le « parallélisme des membres » dans la poésie hébraïque de l'Ancien Testament. Il montre que les membres des vers bibliques s'articulent entre eux de manière construite. Il décrit le « parallélisme synonymique » quand les membres expriment la même idée, le « parallélisme antithétique » quand ils expriment deux idées opposées, et le « parallélisme synthétique » dans les autres cas. Les vers bibliques sont formés de deux (bimembre) ou trois (trimembre) membres.
Dans les années 1820, John Jebb et Thomas Boys montrent que les découvertes de Lowth  s'appliquent à des textes plus longs en considérant des unités de texte d'un niveau supérieur, comprenant plusieurs membres qui se répondent en reprenant des termes identiques. Ils évoquent des constructions parallèles et concentriques. Leur étude se porte aussi sur le Nouveau Testament, dans lequel ils retrouvent la même méthode de fonctionnement.

### AuXXesiècle
En 1942, dans son livre Chiasmus in the New Testament. A Study in the Form and Function of Chiastic Structures, Nils W. Lund propose sept lois sur l'ordonnancement des idées dans la structure symétrique du texte.
1. Le centre est toujours un tournant. Il peut être constitué de une à quatre lignes.
2. Au centre, il y a souvent un changement dans le déroulement de la pensée et une idée antithétique y est souvent introduite. Après quoi, le déroulement premier est repris et poursuivi jusqu'à la fin du système.
3. Des idées identiques sont réparties de manière à se retrouver aux extrêmes et au centre d'un système, mais nulle part ailleurs dans le système.
4. Dans de nombreux cas, les idées vont se déplacer du centre d'un système aux extrémités d'un autre système construit pour aller avec le premier par correspondance.
5. Certains termes tendent à graviter autour de places particulières dans un système donné, en particulier les noms divins dans les psaumes et les citations en position centrale dans le Nouveau Testament.
6. Des unités plus larges sont fréquemment introduites par des passages qui les encadrent (à la façon de portes).
7. Chiasme (symétrie croisée d'éléments antithétiques deux à deux) et lignes alternantes apparaissent fréquemment dans une simple unité.

Marcel Jousse, chercheur et jésuite, s'est intéressé, par le biais de ses recherches sur la pédagogie du rythme, à la transmission orale de la Bible, et, plus spécifiquement encore, à la formation orale des Évangiles, à leur transmission orale ainsi qu'à leur traduction et à leur mise par écrit. Il passa sa vie à étudier le fonctionnement des traditions orales dans l'ethnologie du premier siècle palestinien. En mettant au jour le mode de transmission par les rabbis d'Israël et l'importance du rôle de la mémorisation, il explique de manière anthropologique l'importance des structures orales présentes dans la Bible et définit des « lois » qui les précisent : mimisme, rythmo-énergétisme, bilatéralisme, formulisme. Le parallélisme, le rythme binaire, sont pour lui les caractéristiques de l'être humain et de son langage, en particulier quand il s'agit de mémoriser un texte oral.
La seconde moitié du XXe siècle voit se développer l'analyse de la rhétorique sémitique parmi les chercheurs catholiques, à la suite de Marcel Jousse :  entre autres Albert Vanhoye, Paul Beauchamp, Roland Meynet ou Pietro Bovati.
Enrico Galbiati et Albert Vanhoye, jésuite, sont les premiers à porter l'analyse sur un livre entier.

### La systématisation auXXIesiècle
Roland Meynet a systématisé les règles de la composition des textes bibliques, dans la méthode à laquelle il a donné le nom d'"analyse rhétorique". Il a publié plusieurs livres à ce sujet et est à l'origine de la collection Rhétorique sémitique chez l'éditeur Lethielleux, actuellement Peeters, Louvain.
Michel Cuypers, dans le cadre de l’Institut dominicain d'études orientales, a publié plusieurs articles et livres montrant que cette méthode de composition se retrouvait dans le Coran. Son livre Le Festin présente une étude de la sourate al-Ma'ida. Il montre que cette sourate, réputée disparate, depuis le plus petit segment jusqu'à ses différentes sections, est articulée selon les lois de la rhétorique sémitique. L'analyse des structures concentriques permet de dégager des versets particulièrement mis en valeur par le texte, notamment en leur centre. L'analyse permet également de contextualiser le texte de la sourate, montrant qu'il fait référence à divers textes de la Bible, Ancien et Nouveau Testament.
Le 17 septembre 2008, s'est ouvert à Rome le premier Congrès international sur la rhétorique biblique et sémitique (ou RBS). La Société internationale pour l'étude de la RBS, créée à Rome sous l'égide de l'Université Grégorienne, compte Michel Serres et Marc Fumaroli dans son comité fondateur, sous la présidence honoraire du cardinal Vanhoye. Elle rassemble plusieurs associations de chercheurs.

## Principaux textes utilisant la rhétorique sémitique
De nombreux textes de l'antiquité utilisent cette rhétorique, notamment des textes akkadiens, ougaritiques, pharaoniques,, de l'Ancien Testament (Exode, Deutéronome, Jonas), du Nouveau Testament (les Évangiles, le Notre Père...), des hadiths…

### Le Coran
Parmi ces textes, « le Coran pourrait bien s’avérer un représentant éminent de cet art de dire et d’écrire, typiquement sémitique ». Les travaux de Michel Cuypers permettent une approche originale de la composition des sourates. De nombreux chercheurs ne voyaient jusqu'à présent que désordre dans le texte des sourates. Or, la découverte par Michel Cuypers de la composition des sourates selon la rhétorique sémitique révèle au contraire dans le texte une « architecture, parfois très élaborée et même sophistiquée, parfois
plus sobre et relâchée ».
Cuypers a montré que, dans la sourate 5, al-Ma'ida, les énoncés de portée universelle se trouvent au centre des structures concentriques. Et, selon lui, en rhétorique sémitique le centre constitue le plus souvent la clé d'interprétation pour l'ensemble du texte. Or, il constate dans la sourate 5 une opposition entre les versets centraux tolérants et ouverts, et les versets périphériques, plus sévères et polémiques. Il propose donc que les versets périphériques devraient être compris comme occasionnels et circonstanciels tandis que les versets centraux seraient universels. Toutefois cette interprétation ne se base que sur la sourate 5, seule grande sourate qu'il a pu étudier à ce jour. Une analyse complète du Coran (qui est en cours) est indispensable pour valider la thèse. Cette mise en avant des versets tolérants prend le contre-pied de la doctrine de l'abrogation mise en place par les savants musulmans pour expliquer les contradictions du Coran et qui abroge les versets tolérants par les plus durs. Dans ses travaux, Cuypers « montre que ce verset se trouve au centre du discours, ce qui témoigne, au regard des lois de la rhétorique sémitique, de sa portée fondamentalement universelle et transhistorique ». Ainsi, les deux versets ci-dessus « occupent chacun le centre de deux passages, eux-mêmes situés en des lieux symétriques, dans la sourate 5 ». À l'inverse, Michel Cuypers « n'exclu[t] pas pour autant que ces versets centraux puissent être des insertions ultérieures, tant ils témoignent d’une conception théologique différente des versets périphériques. » Une telle interpolation pourrait montrer deux états textuels et doctrinaux différents.
Par ailleurs, pour expliquer pourquoi les premiers commentateurs arabes du Coran à partir du IIe siècle de l'hégire semblaient ignorer la rhétorique sémitique, Michel Cuypers suggère la perte de la connaissance de ce procédé à cette même époque, la rhétorique hellénistique tardive (rhétorique grecque) ayant remplacé la rhétorique sémitique. Ainsi, certains hadiths des recueils d'al-Bukhârî et Muslim (IIe siècle de l'hégire) seraient composés suivant la rhétorique sémitique,. Emmanuel Pisani, commentant les travaux de Michel Cuypers, s'interroge sur une possible influence substantielle d'une « source » sémitique sur l'élaboration du Coran dont la rhétorique sémitique aurait été inconnue des Arabes,. De même, il s'interroge sur l'articulation des résultats de la méthode historico-critique (école hypercritique), qui date précisément la composition du Coran du IIe siècle, avec ceux de l'analyse rhétorique. Notons enfin que Cuypers avait étudié jusqu'en 2014 38 sourates sur les 114.
La thèse de Michel Cuypers est considérée comme « remarquable » par M. Azaiez, « rigoureuse et perspicace » par G. Reynolds,, son apport « vraiment exceptionnel » pour P. Lory et ses analyses aussi « rigoureuses qu’objectives » par M. Amir-Moezzi. G. Reynolds soulève, tout de même, la question, sur certains cas, de « savoir s'il a découvert la structure avec laquelle l'auteur (ou rédacteur) du Coran a arrangé le texte, ou si au contraire il a donné une structure au texte que l'auteur (ou le rédacteur) n'avait pas prévu ». Cette application de la méthode interroge aussi Guillaume Dye. Cette critique a fait l'objet d'une réponse de Michel Cuypers.

## La rhétorique sémitique
Pour Roland Meynet, il y a une différence fondamentale entre la rhétorique grecque et son équivalent sémitique : « Le Grec veut convaincre en imposant un raisonnement imparable ; le Juif au contraire indique le chemin que le lecteur doit emprunter s'il désire comprendre. « Com-prendre » : prendre ensemble. » Tandis que certains musulmans voient dans le travail de Cuypers et la composition très complexe du Coran une démonstration de l'inimitabilité du Coran, Michel Cuypers « prend soin de ne jamais utiliser ce terme à connotation théologique », se limitant au plan de l'analyse littéraire.

### La terminologie
L'analyse de la RBS possède sa terminologie propre.
Les niveaux inférieurs, non autonomes.
- le terme  correspond à un mot.
- Le membre est l'unité rhétorique minimale, c'est un groupe de termes liés entre eux par un rapport syntaxique étroit. Il correspond au terme grec stique.
- le segment est le plus souvent bimembre. Cependant on trouve des segments trimembres et unimembres.
- le morceau est composé de un, deux ou trois segments.
- la partie est également composée de un, deux ou trois morceaux.

Les niveaux supérieurs autonomes
- le passage, appelé traditionnellement péricope, comprend une ou plusieurs parties.
- la séquence est formée d'un ou plusieurs passages.
- la section est formée d'une ou plusieurs séquences.
- le livre.

### La construction
L'étude de la structure des textes offre une nouvelle lecture de la Bible.
Pour Roland Meynet, deux éléments sont typiques de la rhétorique sémitique : la binarité et la parataxe. La répétition binaire structure le texte biblique, que ce soit au niveau des segments bimembres ou au niveau des livres, dans lesquels on retrouve fréquemment deux structures parallèles. Il en est par exemple ainsi des deux récits de la Genèse, des deux songes de Joseph ou des psaumes 111 et 112. La parataxe est la juxtaposition d'éléments : les éléments sont posés côte à côte, souvent simplement reliés par un « et » (un simple « vav » en hébreu, « kai » en grec, « wa » en arabe). Le sens seul permet de comprendre le lien entre deux membres, qu'il soit synonymique, antithétique ou de causalité.
La symétrie est le principe fondamental de la rhétorique sémitique. Trois formes sont recensées :
1. Le parallélisme quand des unités textuelles apparaissent dans le même ordre : ABC / A'B'C'.
2. Le concentrisme quand les unités sont disposées en ordre inversé autour d'un centre : ABC / élément central / C'B'A'. Comme l'a remarqué Lund, le centre a alors un rôle particulier, mis en valeur par cette position.
3. La construction spéculaire quand les unités sont disposées en ordre inversé, sans qu'il y ait un élément central : ABC / C'B'A'.

Les deux dernières structures sont souvent appelées chiasme. Au sens strict, le chiasme n'est que la construction croisée de quatre éléments (AB/B'A')et l'appellation convient plutôt au niveau de la phrase. Aux niveaux supérieurs, on parlera de composition spéculaire ou « en miroir ».

### Le rôle du centre
J. Jebb et T. Boys avaient déjà remarqué les constructions concentriques. J. Jebb appelle le centre de Mt 20,25-28 (26b-27) la « clé de tout le paragraphe ou strophe ». John Forbes en 1868 remarque aussi l'importance du centre. Plus récemment, l'anthropologue Mary Douglas a étudié la composition concentrique dans les littératures de l'Antiquité.
Roland Meynet remarque et quantifie la place prépondérante attribuée aux questions au centre d'un système dans l'évangile de Luc et le livre du prophète Amos.
Dans Le Festin, M. Cuypers insiste sur la valeur particulière de l'élément central. Ainsi le verset 32 de la sourate al-Mâ'ida – « Quiconque tue un être humain non convaincu de meurtre ou de sédition sur la Terre est considéré comme le meurtrier de l'humanité tout entière. Quiconque sauve la vie d'un seul être humain est considéré comme ayant sauvé la vie de l'humanité tout entière ! » – qui se trouve au milieu de la séquence 27-40, énonce un « principe moral fondamental et universel », qui donne un éclairage particulier à la séquence entière, mais permet aussi une contextualisation, le centre étant ici une citation de la Mishna – Sanhédrin IV,5 –, où elle fait aussi office de commentaire de l'histoire de Caïn et Abel. Et si Régis Blachère note que le centre du troisième verset (Coran 5,3) détonne par rapport au reste, M. Cuypers note qu'en fait sa place correspond à la deuxième loi de Lund (le centre introduit une idée nouvelle…) et que cette construction renvoie à Deutéronome 10,2, où le centre joue la même fonction : l'institution de l'alliance entre Dieu et les hommes, au milieu de règles alimentaires.

### Rapport au texte
Les précurseurs de l'analyse rhétorique ont commencé de manière empirique, en décrivant les phénomènes qu'ils observaient dans les textes bibliques.
La répétition des mêmes schémas et des mêmes règles de construction dans différents livres – allant jusqu'à la composition d'un livre entier – et à plusieurs niveaux de lecture, montre que les livres sont composés et construits de manière structurée. Il existe donc une manière propre aux textes sémitiques d'être accessibles à l'analyse et à la compréhension.
Il s'agit alors pour R. Meynet de faire confiance au texte. Par la connaissance de lois bien établies d'organisation du texte biblique, l'analyse rhétorique sémitique permet de comprendre et de décrire ce que l'on pensait être des incohérences ou des compilations d'éléments disparates. Ainsi, tous les livres qui ont été étudiés dans leur intégralité (Psaumes, Amos, évangiles selon Luc et selon Mathieu, l'épître de Jacques, etc.) ont montré une cohérence interne dans l'intégralité de leur composition. Le Livre des Proverbes obéirait aux mêmes lois de construction. L'analyse de la sourate al-Mâ'ida, réputée particulièrement décousue, et de nombreuses autres sourates du Coran laissent présager que le texte du Coran est intégralement construit selon les mêmes règles.
Cette méthode d'analyse permet aussi de juger de la pertinence des différents manuscrits ou des versions établies par la critique biblique. Ainsi le début du Sermon sur la montagne selon le codex de Bèze « permet d'obtenir une version encore plus régulière que celle du texte retenu par Nestle-Aland ». Il s'agit d'un apport important à la critique textuelle, déjà utilisée au temps de Lowth.

### Rapport avec d'autres textes que la Bible et le Coran
Cette forme de composition est aussi utilisée dans d’autres écrits de l'Antiquité ou plus récents. On peut citer l’Iliade d'Homère, La Règle de Benoît de Nursie, les Pensées de Pascal, Flaubert et Shakespeare.